# Hilltop (Ohio)
Hilltop es un lugar designado por el censo ubicado en el condado de Trumbull en el estado estadounidense de Ohio. En el Censo de 2010 tenía una población de 532 habitantes y una densidad poblacional de 359,73 personas por km².

## Geografía
Hilltop se encuentra ubicado en las coordenadas 41°9′52″N 80°44′31″O / 41.16444, -80.74194. Según la Oficina del Censo de los Estados Unidos, Hilltop tiene una superficie total de 1.48 km², de la cual 1.48 km² corresponden a tierra firme y (0%) 0 km² es agua.

## Demografía
Según el censo de 2010, había 532 personas residiendo en Hilltop. La densidad de población era de 359,73 hab./km². De los 532 habitantes, Hilltop estaba compuesto por el 97.37% blancos, el 1.69% eran afroamericanos, el 0% eran amerindios, el 0.19% eran asiáticos, el 0.19% eran isleños del Pacífico, el 0% eran de otras razas y el 0.56% pertenecían a dos o más razas. Del total de la población el 1.69% eran hispanos o latinos de cualquier raza.